# Bohal
Bohal är en kommun i departementet Morbihan i regionen Bretagne i nordvästra Frankrike. Kommunen ligger i kantonen Malestroit som tillhör arrondissementet Vannes. År 2022 hade Bohal 862 invånare.

## Befolkningsutveckling
Antalet invånare i kommunen Bohal
| Referens: INSEE |